# 황매화
황매화(黃梅花, 학명: Kerria japonica, 영어: Japanese rose)는 장미과의 잎 지는 넓은잎 떨기나무로, 1속 1종만이 존재하는 단형 식물이다. 한국, 중국, 일본 등 동아시아가 원산지이다.

## 생태
높이는 2미터 가량인데, 곧게 서지 않고 구부러져 있다. 잎은 달걀 모양으로 끝이 뾰족하며 가장자리는 톱니처럼 되어 있다. 꽃은 봄에 잎겨드랑이로부터 나오는 짧은 가지 끝에 달리는데, 황색이며 5개의 꽃잎을 가지고 있다. 각각의 꽃에는 많은 수술과 5-8개의 황색 암술이 있다. 열매는 달걀 모양의 수과로서 가을에 검은색으로 익는데, 길이는 5밀리미터 정도이다. 주로 촌락 부근에 많이 심으며, 한국에서는 중부와 남부에 분포하며 충남 계룡산에 큰 규모의 분포지가 유명하다

## 사진

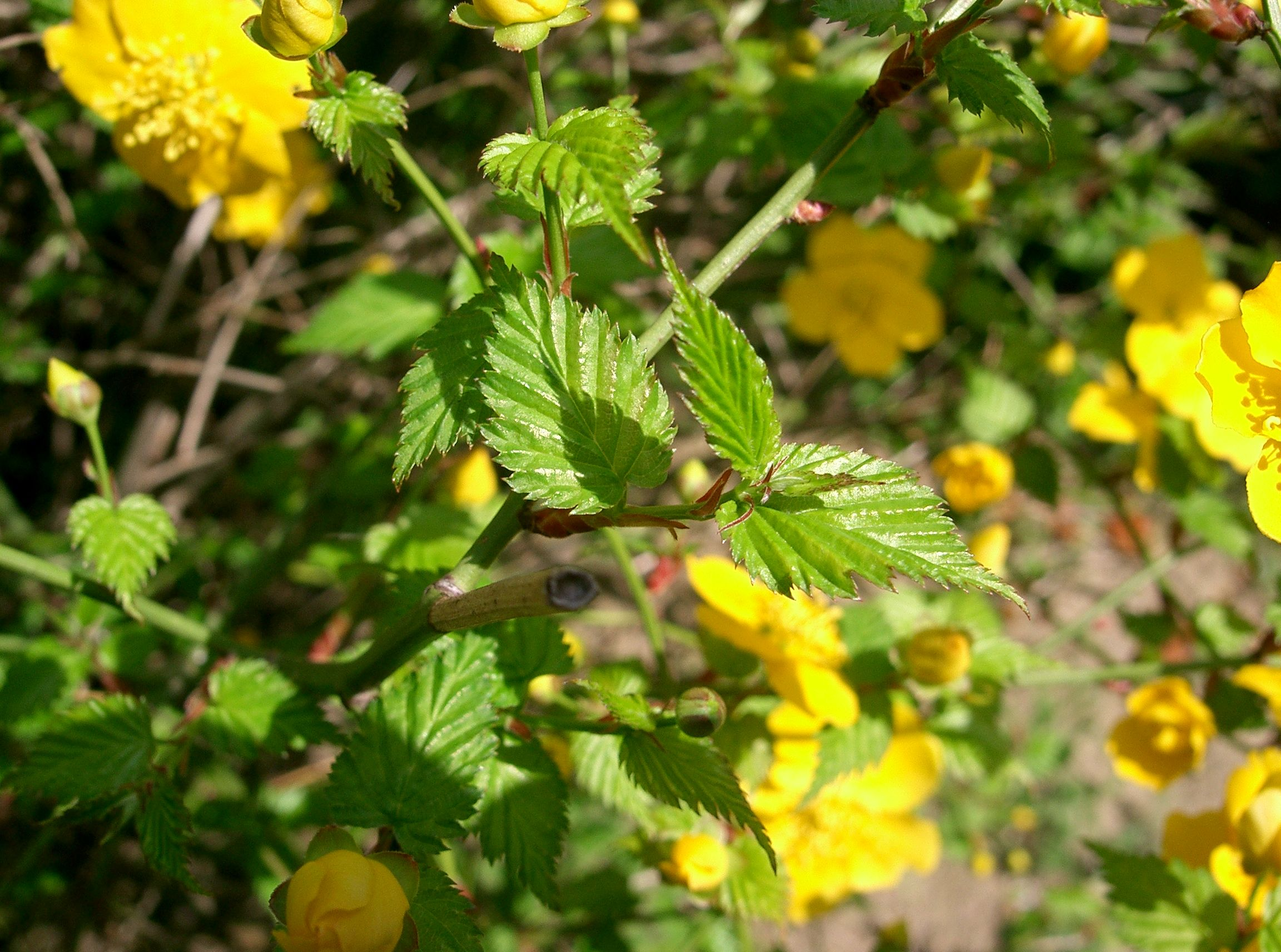
잎
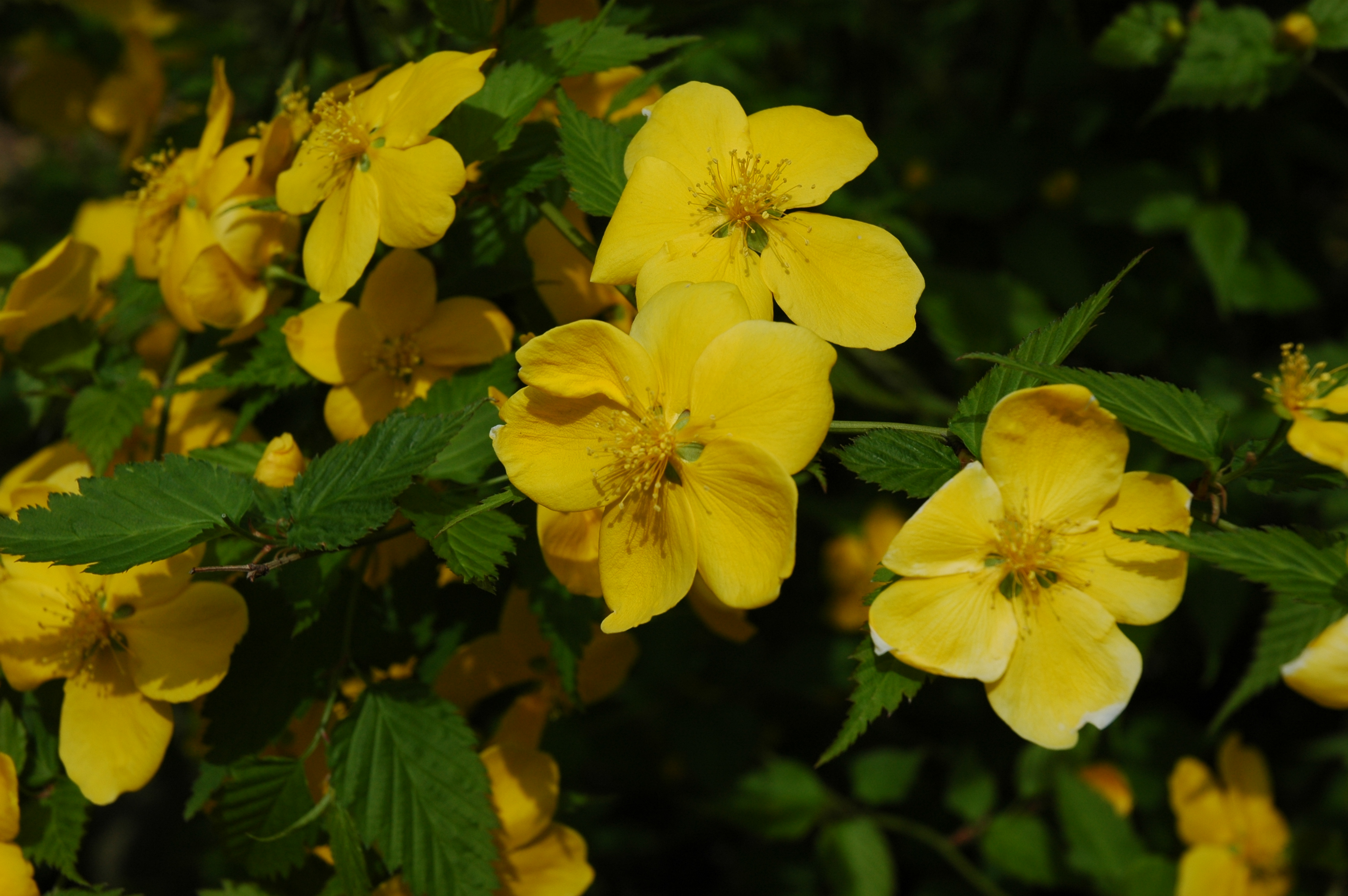
꽃

## 죽단화
품종으로 겹꽃이 피는 죽단화(Kerria japonica for. pleniflora (Witte) Rehder)가 있다. 죽단화는 겹황매화·죽도화라고도 부른다.

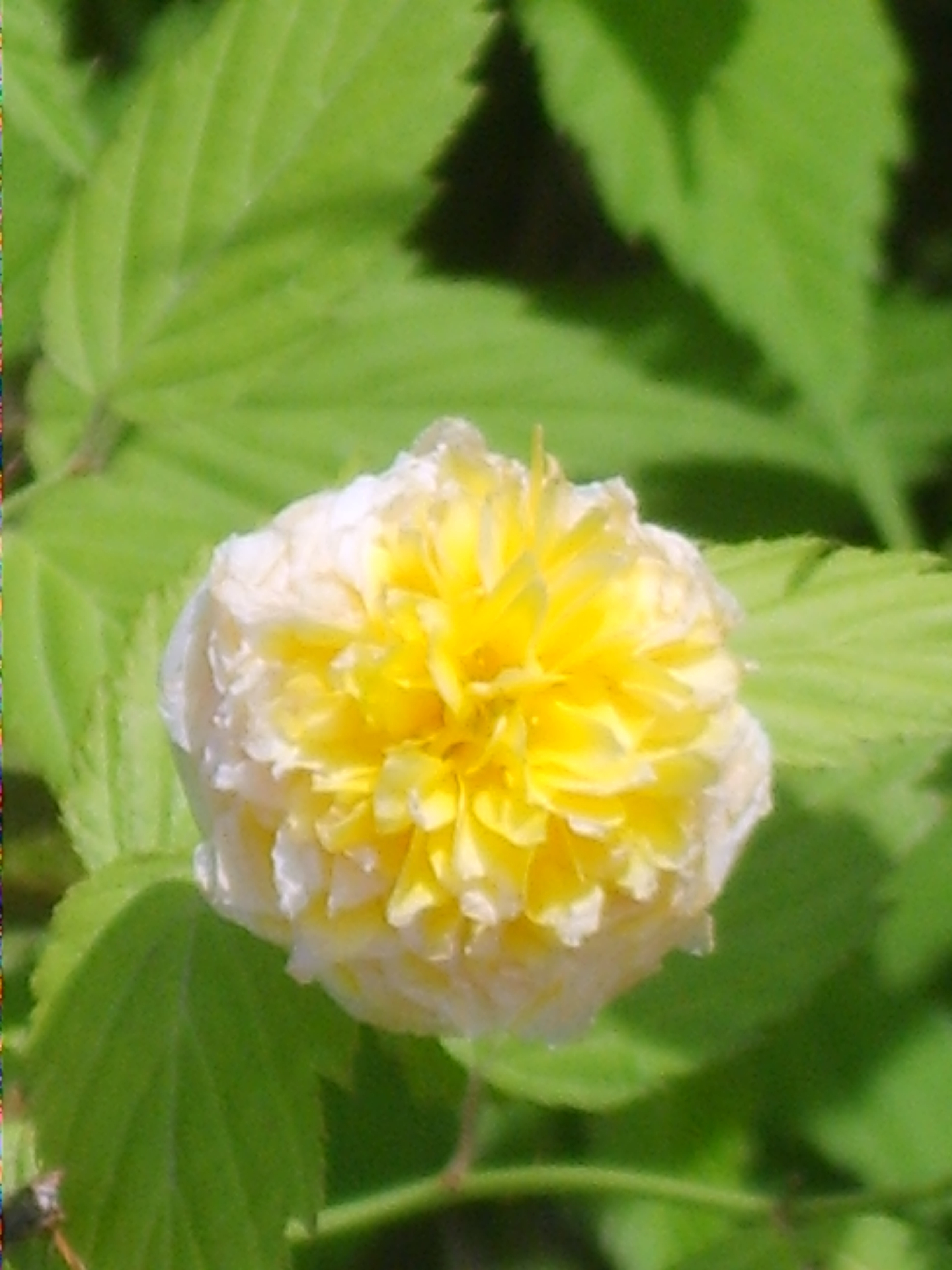
꽃
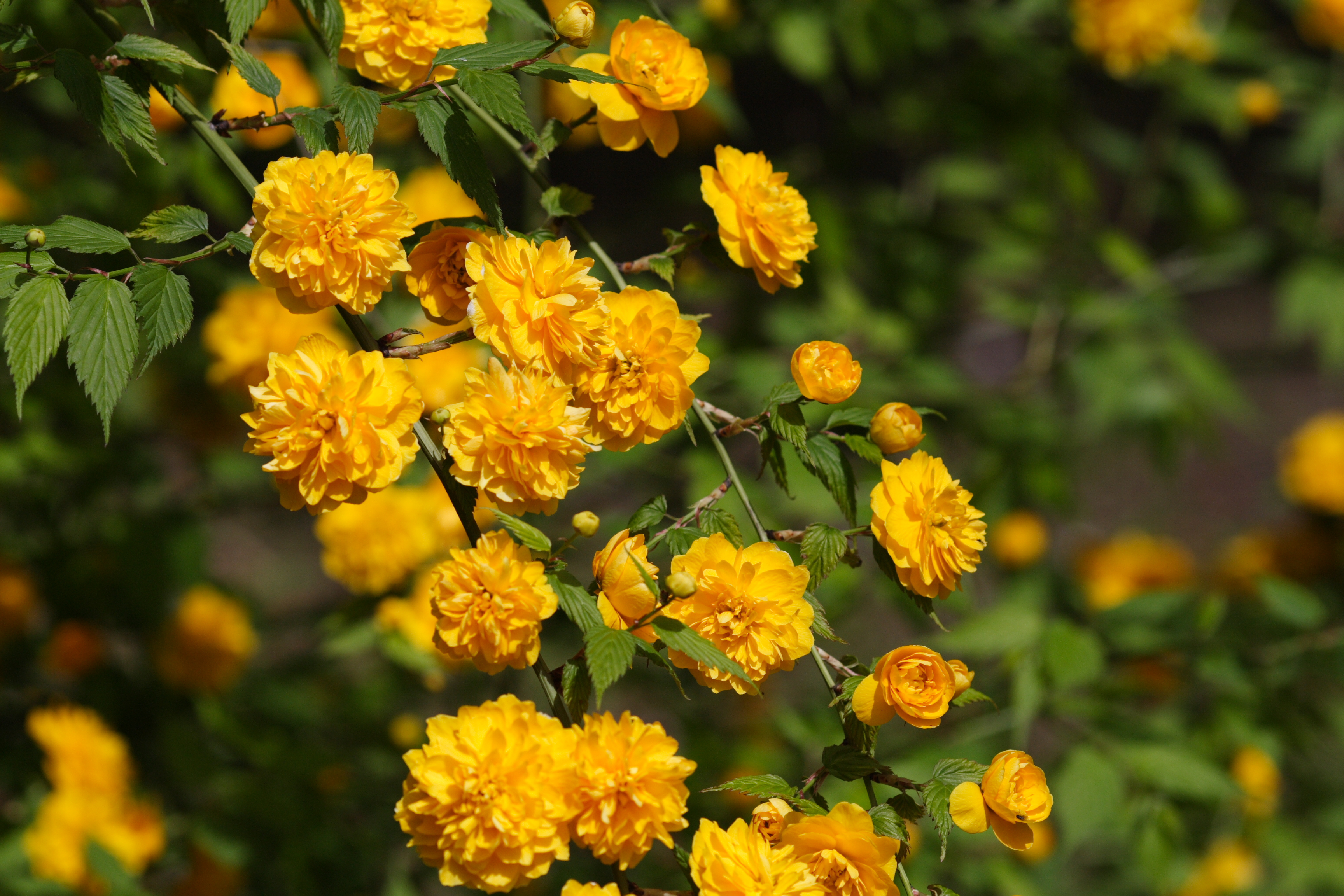
꽃
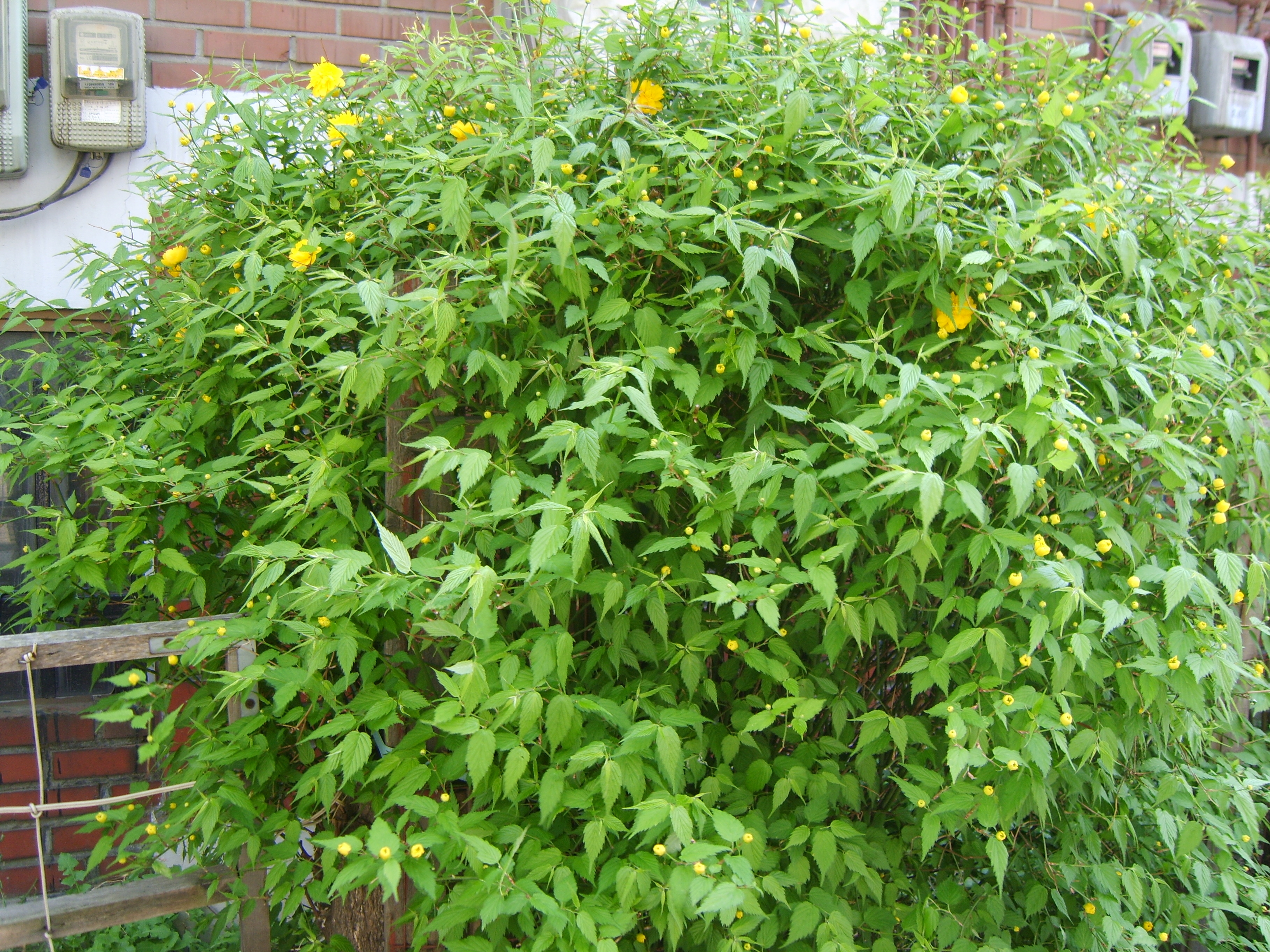
주택가에서

## 참고 문헌
- 이 문서에는 다음커뮤니케이션(현 카카오)에서 GFDL 또는 CC-SA 라이선스로 배포한 글로벌 세계대백과사전의 내용을 기초로 작성된 글이 포함되어 있습니다.